# Mike Hellawell
Mike Hellawell (Keighley, Inglaterra; 30 de junio de 1938 – 18 de julio de 2023) fue un futbolista inglés que jugó en la posición de extremo.

## Carrera

### Club
| Periodo   | Club                   | Apariciones | Goles |
| --------- | ---------------------- | ----------- | ----- |
| 1955-1957 | QPR                    | 45          | 7     |
| 1957–1965 | Birmingham City FC     | 178         | 30    |
| 1965–1966 | Sunderland AFC         | 44          | 2     |
| 1966–1968 | Huddersfield Town AFC  | 46          | 1     |
| 1968–1969 | Peterborough United FC | 9           | 0     |
| 1969–1972 | Bromsgrove Rovers FC   | 96          | 14    |

### Selección nacional
Jugó para Inglaterra en dos ocasiones en 1962 ante Francia e Irlanda del Norte.

## Tras el retiro
Hellawell pasó a jugar cricket para Yorkshire Second XI y con el Warwickshire.

## Logros
- Copa de la Liga de Inglaterra (1): 1962/63